# 창원 광산사 목조보살좌상
창원 광산사 목조보살좌상(昌原 匡山寺 木造菩薩坐像)은 대한민국 경상남도 창원시 [[마]산회원구]] 내서읍 광산사에 있는 불상이다. 2006년 4월 6일 경상남도의 유형문화재 제440호로 지정되었다.

## 개요
광산사 대웅전 중앙 불단 위에 아미타 삼존상을 봉안하고 있는데 이 중 도 유형문화재로 지정된 유물은 향좌측 대세지보살상이다. 이 보살상의 자세는 등이 완만하게 굽었고 고개를 앞으로 약간 숙인 채 결가부좌하고 있다. 수인은 중품하생을 결하였는데 연꽃가지를 쥔 양손은 엄지와 중지를 맞대어 오른손은 가슴 위로 올리고 왼손은 손바닥을 위로하여 왼쪽 무릎 위에 두고 있다. 특히 별조된 손은 두툼하고 넙적한 편으로 손의 측면이나 엄지손가락을 각이 지게 깍은 것은 손가락을 가늘면서 길게 조각하는 다른 불상 조각과는 차별되는 점이다. 머리는 화염보주와 화문으로 장식된 보관을 쓰고, 보관 아래 머리카락은 일정한 간격으로 나누어 음각선으로 머릿결을 표현하였으나 머리 뒷면은 결을 생략하여 밋밋하다.
얼굴은 방형으로 이마가 좁은 편이며, 뺨과 턱은 도톰하다. 눈은 수평으로 길고, 큼직하면서도 오뚝한 코는 매부리코 형태를 띠고 있으며, 뚜렷하면서 짧은 인중선, 얇으면서 길어 보이는 입술은 그 끝이 살짝 올라가 미소를 머금고 있다. 목에는 삼도가 조출되어 있다.
착의법은 변형통견식으로 오른쪽 어깨에 편삼을 입고 그 위에 걸친 대의는 오른쪽을 반쯤 덮어 겨드랑이쪽으로 빼어 복부를 돌아 왼쪽 어깨로 넘겼다. 한편 특이한 것은 불상 뒷면의 표현인데 왼쪽 어깨에서 오른쪽 겨드랑이로 들어가는 대의와 그 안에 입은 편삼이 뚜렷이 표현된 점은 전통적인 불상조각에서 주로 표현되는 기법이다. 또한 왼팔 어깨에서 흘러내리는 대의의 주름은 봉긋하게 조각되어 사실성이 강조되고, 가슴까지 올려 입은 승각기는 주름하나 하나가 'ㄴ'형으로 양감이 있게 처리되어 마치 만개한 연꽃모양을 이루는 듯하다. 왼쪽 무릎 위 소매 자락은 무릎을 감싸듯 아래로 길게 늘어져 있다.
광산사 목조보살좌상은 당당한 체구에 허리를 약간 굽히고 머리를 내민 채 시선을 아래로 지긋이 굽어보고 있는 것이라든지, 중간이 갈라져 있는 보계와 방형에 가까운 풍만한 얼굴 및 군의의 부채꼴 옷주름 표현 등에서 조선후기 보살상의 조각 양식을 잘 보여주고 있다. 특히 이 보살상은 조각승이 전통적인 법의 표현을 하고 있는 점과 봉긋하게 조각된 대의 주름 및 'ㄴ'형의 승각기 표현 등이 사실적으로 표현된 수작의 보살상이다.

## 참고 문헌
- 창원 광산사 목조보살좌상 - 국가유산청 국가유산포털